# جان بوردمن
جان بوردمن (انگلیسی: John Boardman؛ زاده ۸ سپتامبر ۱۹۳۲) یک فیزیک‌دان اهل ایالات متحده آمریکا است.